# Vitosha New Otani Open 1989
Il Vitosha New Otani Open 1989  è stato un torneo di tennis giocato sulla terra rossa. È stata la 2ª edizione del torneo, che fa parte della categoria Tier V nell'ambito del WTA Tour 1989. Si è giocato a Sofia in Bulgaria, dal 31 luglio al 6 agosto 1989.

## Campionesse

### Singolare
Isabel Cueto ha battuto in finale  Katerina Maleeva con il punteggio di 6–2, 7–6

### Doppio
Laura Garrone /  Laura Golarsa hanno battuto in finale  Silke Meier /  Elena Pampoulova con il punteggio di 6–4, 7–5